# トンデモ本
トンデモ本（トンデモぼん）とは、藤倉珊が「余桁分彌（よけた ぶんや）」の筆名で発表した一連のエッセイで提唱した概念。

## 概要
「著者の意図とは異なる視点から楽しむことができる本」という意味で、転じて疑似科学（似非科学）との評価を受けている事象を真正の科学であると主張したり、陰謀論やオカルトを本気で主張している本、さらには単にでたらめ、即ちとんでもない内容の本の意味などで使われる。
1992年に、トンデモ本に関する「と学会」が結成され、エンブレムには「THE ACADEMY OF OUTRAGEOUS BOOKS」の文字が記されている。
1992年～2016年の間に日本トンデモ本大賞を選定してきたが、公式見解は「トンデモの存在は自由な社会の証明」であるとし、「内容あるいは著者の思想や価値観に倫理的な問題がある本は「賞をあげたくないので」ノミネートしない」としており、「笑えたり楽しんだりできない場合はトンデモ本の定義からはずされる」とのこと。その例として、人の不幸をすべて前世の悪行の報いとみなす前世本や、誤った出産法を提唱して新生児の赤ちゃんを死亡させたカルト系育児セミナー代表の著作や、近々大規模テロがあると主張するなどの物騒な内容の本を挙げている。

## トンデモの概念
「論証もされていない仮説を、飛躍した論理で主張したもの」を指すことが多い。具体例としては、UFO、超能力、超常現象、ユダヤ陰謀論に関するものなど、いわゆるオカルトや疑似科学が該当する。こうした背景には、と学会メンバーが自分たちの「観察対象」となる人たちを指して「トンデモさん」、そうした人たちの論理を「トンデモ説」と呼ぶなど、この言葉をそちらの意味に近い形で転用していることがある。
また、オカルトや疑似科学に限らず、杜撰な考証によるフィクションなども含まれる。例えば門田泰明の『黒豹スペース・コンバット』、志茂田景樹の『戦国の長嶋巨人軍』、大藪春彦の『餓狼の弾痕』などの有名作家による小説なども、「荒唐無稽な設定」や「小説としての破綻」を理由にトンデモ本とされている。